# Surfside Beach (Carolina do Sul)
Surfside Beach é uma cidade  localizada no estado norte-americano de Carolina do Sul, no Condado de Horry.

## Demografia
Segundo o censo norte-americano de 2000, a sua população era de 4425 habitantes.
Em 2006, foi estimada uma população de 4793, um aumento de 368 (8.3%).

## Geografia
De acordo com o United States Census Bureau tem uma área de
5,1 km², dos quais 5,0 km² cobertos por terra e 0,1 km² cobertos por água. Surfside Beach localiza-se a aproximadamente 11 m acima do nível do mar.

## Localidades na vizinhança
O diagrama seguinte representa as localidades num raio de 16 km ao redor de Surfside Beach.